# Hans-Christoph Seebohm
Pour les articles homonymes, voir Seebohm.
Hans-Christoph Seebohm, né le 4 août 1903 à Emanuelssegen (aujourd’hui une partie de Katowice, en Pologne) et mort le 17 septembre 1967 à Bonn, est un homme politique allemand membre du Parti allemand (DP), puis de l’Union chrétienne-démocrate d'Allemagne (CDU).
D'abord impliqué dans la vie politique de Basse-Saxe, dont il est ministre du Travail de 1946 à 1948, il s'engage ensuite dans la politique fédérale en étant élu député au Bundestag en 1949, puis nommé peu après ministre fédéral des Transports par Konrad Adenauer. Il continue de détenir ce poste sous tous les cabinets d'Adenauer puis Ludwig Erhard, jusqu'à la formation de la première grande coalition fédérale, en 1966, établissant ainsi le record de longévité consécutive au sein du gouvernement fédéral. Au cours du dernier mois de son mandat, il exerça également les fonctions de vice-chancelier.
Il est également connu pour son engagement auprès d’associations d’Allemands expulsés et réfugiés, en particulier ceux des Sudètes, ce qui embarrassa en plusieurs occasions le gouvernement fédéral.

## Éléments personnels

### Formation et carrière
Après avoir obtenu son Abitur à Dresde en 1921, il suit des études supérieures de sciences minières, d'abord à Munich puis à Berlin-Charlottenburg. Il obtient son diplôme d'ingénieur des mines en 1928, et son diplôme d'État trois ans plus tard. Il commence aussitôt à travailler dans le secteur privé, jusqu'en 1946.
Il est par ailleurs président de la chambre de commerce et d'industrie de Brunswick entre 1947 et 1963, après en avoir été vice-président.

### Les expulsés
En 1950, il est élu membre du comité directeur de la Sudetendeutsche Landsmannschaft, une association représentant les intérêts des réfugiés des Sudètes, avant d'en devenir le porte-parole en 1959, ce qu'il reste jusqu'à sa mort. Il fait régulièrement les gros titres avec ses discours très engagés sur cette question et, en mai 1964, doit même revenir sur ses propos concernant le statut du territoire des Sudètes, sur pression du gouvernement fédéral.

## Vie politique

### Parcours militant
Après la Seconde Guerre mondiale, il adhère au Parti du Land de Basse-Saxe (NLP), qui se transforme en Parti allemand (DP) en 1947. Comptant parmi les rares réfugiés au sein du DP, il en est vice-président de 1947 à 1955. En 1952, il en est même élu président fédéral mais refusa son élection.
Il quitte le DP le 1er juillet 1960, et rejoint l'Union chrétienne-démocrate d'Allemagne (CDU) le 20 septembre suivant. Il devient président de la section de Hanovre en 1964, puis trésorier fédéral trois ans plus tard.

### Carrière institutionnelle

#### En Basse-Saxe
Il est élu député au Landtag de Basse-Saxe en 1946, et se voit aussitôt nommé ministre régional de la Reconstruction et du Travail, ses compétences étant élargies un an plus tard à la Santé. Il quitte le gouvernement le 11 mars 1948 et conserve son mandat parlementaire jusqu'en 1951.

#### Au niveau fédéral
Membre du Conseil parlementaire de 1948 à 1949, il est élu député fédéral de Basse-Saxe au Bundestag lors des élections fédérales du 14 août 1949. Hormis la législature de 1957 à 1961, où il est député fédéral de Hambourg, il continuera de représenter la Basse-Saxe jusqu'à sa mort, en 1967.
Le 20 septembre, Hans-Christoph Seebohm est nommé ministre fédéral des Transports dans le premier gouvernement fédéral allemand, dirigé par Konrad Adenauer, un portefeuille qu'il conservera jusqu'au 30 novembre 1966, établissant ainsi le record de présence ininterrompue au sein du gouvernement fédéral avec un mandat de plus de dix-sept ans. En tant que doyen du cabinet, il fut donc chargé de l'intérim du poste de vice-chancelier lorsque le Parti libéral-démocrate (FDP) se retira de la coalition de Ludwig Erhard, le 28 octobre 1966.